# ФК ИМТ
Фудбалски клуб „ИМТ” је српски фудбалски клуб са Новог Београда, Београд. Тренутно се такмичи у Суперлиги Србије, првом такмичарском нивоу српског фудбала.

## Историја

### Нижи рангови
Фудбалски клуб ИМТ са Новог Београда основан је 1953. године, као раднички клуб тадашњег југословенског привредног гиганта у производњи трактора и пољопривредних машина, фабрике ИМТ.
Клуб се дуго такмичио у нижим ранговима такмичења, а пласман у Српску лигу Београд су обезбедили на крају сезоне 2013/14, освајањем првог места у Београдској зони.
У Српској лиги Београд, екипа ИМТ-а се успешно такмичила шест узастопних сезона, уз пласман између 2. и 8.места на табели. Сезона 2019/20. ће остати забележена као историјска за овај клуб, јер је по први пут обезбеђен пласман у други ранг такмичења – Прву лигу Србије. Наиме, због пандемије вируса Ковид 19, која је проузроковала прекид такмичења, екипа ИМТ-а је као у том тренутку првопласирани тим Српске лиге Београд изборила пласман у виши ранг. Следеће сезоне ИМТ је заузео прво место и тако остварио највећи успех у историји пласманом у Суперлигу Србије.

### Прва лига Србије
У првој сезони заузео је 4. место, а исти резултат остварио је и следеће сезоне што му је променом система такмичења обезбедило бараж утакмицу са Новим Пазаром, четрнаестопласираном екипом Суперлиге Србије. У првом бараж мечу ИМТ је као домаћин играо на стадиону Чукаричког, јер њихов стадион није испуњавао услове за највиши ранг. У првој утакмици Нови Пазар је славио у Београду са 3:1, а у реваншу у Новом Пазару победио је ИМТ са 2:0, што им због правила гола у гостима није било довољно за историјски пласман у Суперлигу Србије.

## Новији резултати
| Сезона   | Ранг | Лига                | Поз | ИГ  | Д  | Н  | П  | ГД | ГП | ГР  | Бод | Куп                  |
| -------- | ---- | ------------------- | --- | --- | -- | -- | -- | -- | -- | --- | --- | -------------------- |
| 2010/11. | 4    | Београдска зона     | 15. | 34  | 9  | 10 | 15 | 33 | 42 | -9  | 37  | Није се квалификовао |
| 2011/12. | 4    | Београдска зона     | 17. | 34  | 9  | 11 | 14 | 35 | 51 | -16 | 38  | Није се квалификовао |
| 2012/13. | 4    | Београдска зона     | 17. | 32  | 16 | 9  | 7  | 58 | 29 | +30 | 57  | Није се квалификовао |
| 2013/14. | 4    | Београдска зона     | 1.  | 30  | 23 | 3  | 4  | 60 | 18 | +42 | 72  | Није се квалификовао |
| 2014/15. | 3    | Српска лига Београд | 3.  | 30  | 17 | 0  | 13 | 40 | 41 | -1  | 51  | Није се квалификовао |
| 2015/16. | 3    | Српска лига Београд | 6.  | 30  | 14 | 6  | 10 | 42 | 35 | +7  | 48  | Није се квалификовао |
| 2016/17. | 3    | Српска лига Београд | 3.  | 30. | 16 | 4  | 10 | 53 | 35 | +18 | 52  | Није се квалификовао |
| 2017/18. | 3    | Српска лига Београд | 8.  | 30  | 12 | 6  | 12 | 52 | 36 | +16 | 42  | Није се квалификовао |
| 2018/19. | 3    | Српска лига Београд | 2.  | 30  | 22 | 4  | 4  | 65 | 22 | +43 | 70  | Није се квалификовао |
| 2019/20. | 3    | Српска лига Београд | 1.  | 17  | 12 | 4  | 1  | 40 | 10 | +30 | 40  | Није се квалификовао |
| 2020/21. | 2    | Прва лига Србије    | 4.  | 34  | 18 | 6  | 10 | 57 | 35 | +22 | 60  | Четвртфинале         |
| 2021/22. | 2    | Прва лига Србије    | 4.  | 37  | 19 | 10 | 8  | 69 | 37 | +32 | 67  | Претколо             |
| 2022/23. | 2    | Прва лига Србије    | 1.  | 37  | 22 | 9  | 6  | 63 | 36 | +27 | 75  | Осмина финала        |
| 2023/24. | 1    | Суперлига Србије    | 11. | 37  | 11 | 9  | 17 | 43 | 53 | -10 | 42  | Шеснаестина финала   |
| 2024/25. | 1    | Суперлига Србије    | 11. | 37  | 13 | 9  | 15 | 49 | 55 | -6  | 48  | Четвртфинале         |
| 2025/26. | 1    | Суперлига Србије    | —   | —   | —  | —  | —  | —  | —  | —   | —   | —                    |

## Стадион
Стадион се налази код Хале спортова Ранко Жеравица. Током 2013. године је реконструисан. На две трибине стадиона постављене су 1150 столице које су се некад налазиле на стадиону Партизана. Травната подлога је једна од најбољих у лиги, а поред главног постоји и помоћни терен на коме се налазе рефлектори. Навијачи стадион још називају и „Old Traktor Arena”.

## Тренутни састав
Од 14. марта 2022.
| Бр. |        | Позиција | Играч                       |
| --- | ------ | -------- | --------------------------- |
| 1   | Србија | Г        | Милорад Којић               |
| 2   | Србија | О        | Данило Цвејић               |
| 3   | Србија | О        | Лука Зорић                  |
| 4   | Србија | О        | Урош Вукашиновић            |
| 5   | Србија | С        | Немања Марковић             |
| 6   | Србија | О        | Марко Милић                 |
| 7   | Србија | С        | Никола Глишић               |
| 8   | Србија | С        | Стефан Стефановић (капитен) |
| 9   | Србија | Н        | Ђорђе Ивковић               |
| 10  | Србија | С        | Владимир Лучић              |
| 11  | Србија | С        | Милош Луковић               |
| 12  | Србија | Г        | Бојан Вукмировић            |
| 13  | Србија | С        | Петар Вељовић               |
| 14  | Србија | Н        | Огњен Ђуричин               |
| 15  | Србија | Н        | Лука Стојановић             |

| Бр. |        | Позиција | Играч               |
| --- | ------ | -------- | ------------------- |
| 16  | Србија | О        | Александар Шкундрић |
| 17  | Србија | С        | Урош Стаменић       |
| 18  | Србија | С        | Матеја Њамцуловић   |
| 19  | Србија | О        | Никола Савић        |
| 20  | Грчка  | О        | Димитрјос Дзиновитс |
| 21  | Србија | С        | Ален Стевановић     |
| 22  | Русија | Н        | Никита Судариков    |
| 23  | Србија | С        | Предраг Говедарица  |
| 24  | Србија | С        | Никола Вукић        |
| 25  | Србија | С        | Леонтије Васић      |
| 26  | Србија | О        | Александар Лукић    |
| 27  | Србија | С        | Владимир Радочај    |
| 29  | Србија | С        | Ђорђе Петровић      |
| 30  | Србија | Г        | Томаш Трајковић     |
| 31  | Србија | С        | Стефан Илић         |